# 擬蕨蘚
擬蕨蘚（学名：Pterobryopsis foulkesiana）为蕨蘚科擬蕨蘚屬下的一个种。